# Monks Horton
Monks Horton är en civil parish i grevskapet Kent i sydöstra England. Den ligger i distriktet Folkestone and Hythe och består av två små byar, Horton samt Broad Street. Civil parishen hade 110 invånare vid folkräkningen år 2021.